# Luigi Valloni

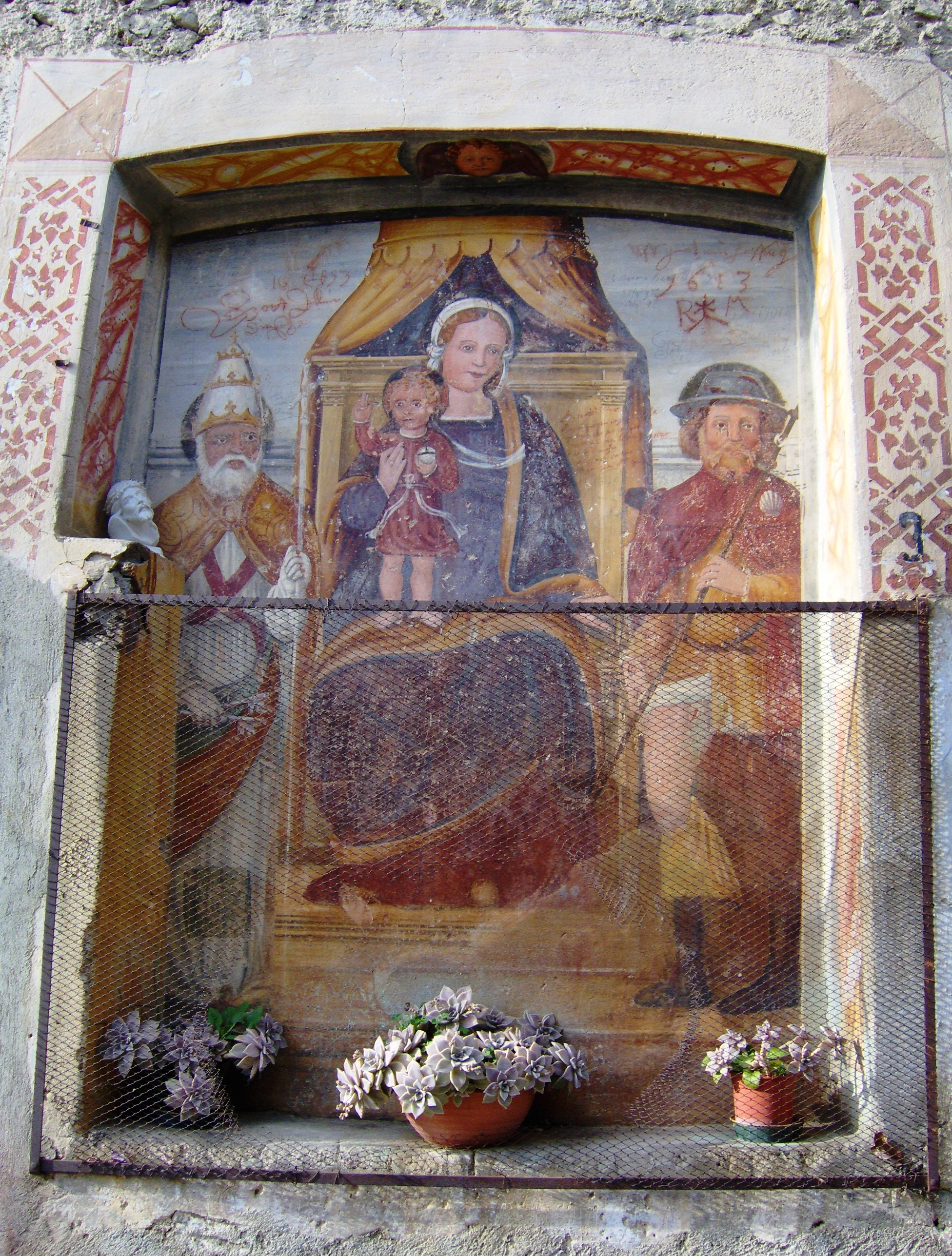
Tresivio, via Torchio, Vergine con Bambino e Santi.

Luigi Valloni (Albosaggia, 1535 circa – Albosaggia, 1604) è stato un pittore italiano.

## Biografia e opere
Luigi, Aloisio o Aluisio Valloni, nacque ad Albosaggia (So) intorno al 1535, visse a Ponte in Valtellina dal 1557 fino agli anni intorno al 1590. 

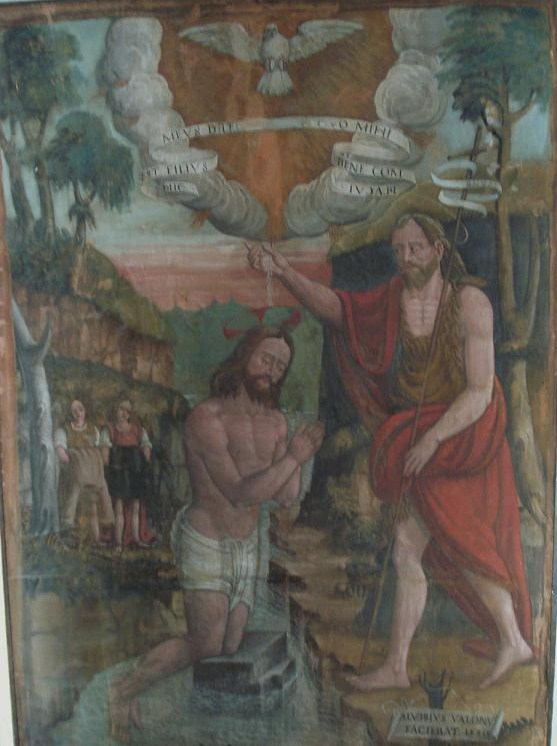
Battesimo di Cristo, Albosaggia, Oratorio di San Ciriaco, 1580.

Lavorò nella media e alta Valtellina a fianco del maestro più anziano Cipriano Valorsa, ma mantenne anche una certa indipendenza. La sua attività va dagli anni '60 fino alla fine del secolo, dipinse dei cicli ad Alfaedo (Forcola - So), nella cappella di Santa Marta a Chiuro, annessa al portichetto dei Disciplini, a S. Bernardo a Faedo Valtellino. Due cicli di grandi tele con soggetti dottrinali (la vita del Precursore e la Passione di Cristo) sono conservati tra S. Ciriaco e Santa Caterina di Albosaggia. Altre sue opere sono a Tresivio, Ponte, Montagna in Valtellina, Paiosa (Piateda). 
Il suo stile ingenuo e la sua aria quasi popolare lo fanno un significativo personaggio di confine, in bilico tra l'essere un artigiano o un artista vero e proprio. La leziosa devozionalità delle sue opere è derivata sicuramente dal maestro Valorsa, ma anche dall'isolamento culturale e politico che dovette subire la Valtellina negli anni dopo la metà del XVI secolo. Nei suoi dipinti infatti c'è un chiaro utilizzo di stampe e vangeli a stampa nordici, e sia la costruzione che la tecnica delle sue tele è accomunabile agli stendardi processionali dipinti.
Gli ultimi studi che hanno riguardato l'artista hanno definito la sua personalità e ampliato il catalogo, inquadrandolo in "una temperie locale in cui la religiosità delle confraternite e la devozionalità popolare diventarono i motori delle committenze artistiche" (Romeri M.).

## Bibliografia

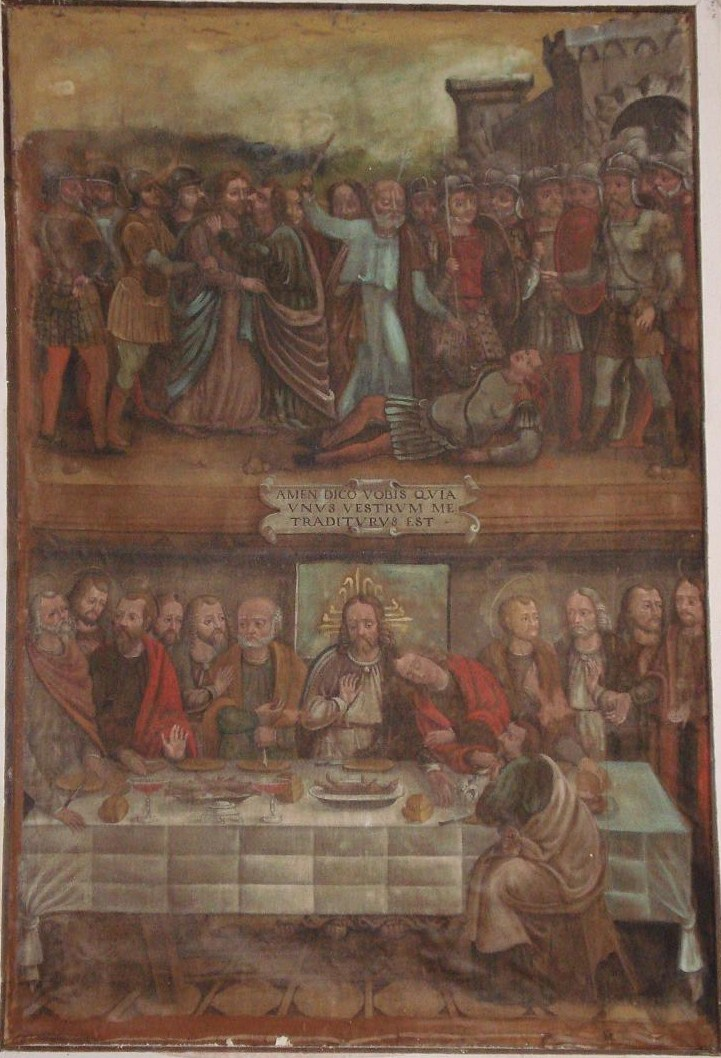
Albosaggia, S. Ciriaco, Scene della Passione di Cristo.